# Deilephila kashgoulii
Deilephila kashgoulii är en fjärilsart som beskrevs av Ebert 1976. Deilephila kashgoulii ingår i släktet Deilephila och familjen svärmare. Inga underarter finns listade i Catalogue of Life.